# .cl
.cl ist die länderspezifische Top-Level-Domain (ccTLD) des Staates Chile. Sie wurde am 27. Januar 1995 eingeführt und wird seither durch die Universidad de Chile verwaltet.

## Eigenschaften
Insgesamt darf eine .cl-Domain zwischen drei und 63 Zeichen lang sein. Bis Dezember 2013 waren die Kriterien relativ streng, da nur Privatpersonen und Unternehmen aus Chile eine .cl-Domain registrieren konnten. Seither kann jede natürliche oder juristische Person aus dem In- oder Ausland eine .cl-Domain besitzen. Außerdem hat die Vergabestelle erst spät die Anforderung eingeführt, Domains nur mit Hilfe eines sogenannten Auth-Codes übertragen zu können, was den Transfer erheblich sicherer macht.

## Bedeutung
Stand Anfang 2023 waren über 700.000 Adressen vorhanden.